# Tupelo T-Rex
Die Tupelo T-Rex waren eine US-amerikanische Eishockeymannschaft in Tupelo, Mississippi. Das Team spielte von 1998 bis 2001 in der Western Professional Hockey League.

## Geschichte
Die Tupelo T-Rex wurden 1998 als Franchise der Western Professional Hockey League gegründet. Ihre erste Spielzeit, die Saison 1998/99, schlossen sie auf dem sechsten und somit letzten Platz der WPHL East-Division ab. In der folgenden Spielzeit verbesserten sie sich auf den fünften Platz in ihrer Division und erreichten erstmals die Playoffs um den President’s Cup, in denen sie allerdings bereits in der ersten Runde mit 1:2 Siegen in der Best-of-Three-Serie an den Lake Charles Ice Pirates scheiterten. Die Saison 2000/01 war die beste Spielzeit in der Geschichte des Franchise. Nachdem sie den Governors’s Cup als ligaweit beste Mannschaft der regulären Saison gewannen, besiegten sie in der ersten Playoff-Runde die Corpus Christi IceRays mit 4:1 Siegen, ehe die T-Rex in der zweiten Runde mit 1:4 am späteren Meister Shreveport Mudbugs scheiterten.
Als die WPHL im Anschluss an die Saison 2000/01 aufgelöst wurde, waren die Tupelo T-Rex trotz des sportlichen Erfolges eines von nur vier Teams der WPHL, welches nicht in die Central Hockey League wechselte, sondern stattdessen aufgelöst wurde. Versuche in späteren Jahren sich doch noch der CHL oder alternativ der South East Hockey League anzuschließen, scheiterten aufgrund finanzieller Engpässe und vertraglichen Unstimmigkeiten über die Arena-Nutzung.

## Saisonstatistik
Abkürzungen: GP = Spiele, W = Siege, L = Niederlagen, T = Unentschieden, OTL = Niederlagen nach Overtime SOL = Niederlagen nach Shootout, Pts = Punkte, GF = Erzielte Tore, GA = Gegentore, PIM = Strafminuten
| Saison  | GP | W  | L  | T | OTL | SOL | Pts | GF  | GA  | Platz     | Playoffs                        |
| 1998/99 | 69 | 20 | 45 | — | 4   | —   | 44  | 195 | 316 | 6., WPHLE | nicht qualifiziert              |
| 1999/00 | 70 | 31 | 28 | — | 11  | —   | 73  | 241 | 281 | 5., WPHLE | Niederlage in der ersten Runde  |
| 2000/01 | 71 | 46 | 20 | — | 5   | —   | 97  | 287 | 205 | 1., East  | Niederlage in der zweiten Runde |

## Team-Rekorde

### Karriererekorde
Spiele: 190  Dave Szabo
Tore: 85  Dave Szabo
Assists: 107  Joe Van Volsen
Punkte: 179  Dave Szabo
Strafminuten: 326  Pat Powers

## Bekannte Spieler
- Kevin Evans
- Maximilian Graupner (ehemals 1. EV Weiden)